# Morning Phase
Morning Phase —en español: Fase mañana—  es el duodécimo álbum de estudio del músico estadounidense Beck, lanzado el 21 de febrero de 2014 a través de su nuevo sello discográfico, Capitol Records. Según un comunicado de prensa, Morning Phase es un "compañero" de su álbum de 2002 Sea Change y "se remonta a las impresionantes canciones, armonías, artesanías y sorprendente efecto emocional de ese registro, levantándose adelante con un optimismo infeccioso". Varios de los músicos que grabaron piezas para Sea Change volvieron para registrar Morning Phase. Las raíces del álbum son similares a Sea Change, así como Golden Feelings de 1993 y One Foot in the Grave de 1994. La mayoría de los críticos señalaron el cambio en el sonido, y el género es el mismo que el de Sea Change.
Tras su liberación, el álbum recibió buenas críticas y fue nominado a cinco premios en la 57.ª entrega de los Premios Grammy, ganando tres: Álbum del año, Mejor arreglo para álbum, no clásica y Mejor álbum de rock. Además de ganar los premios, Chris Martin colaboró con Beck para cantar "Heart Is a Drum" en los Grammys.

## Historia

### Antecedentes
El álbum anterior de Beck, Modern Guilt, fue lanzado en 2008, y fue el último álbum publicado bajo su contrato con Interscope Records. En el ínterin entre los lanzamientos de los discos, Beck trabajó en una amplia variedad de proyectos, incluyendo el nuevo material de estudio, la mayoría de los cuales estuvo inédito por varios años. En octubre de 2012, el bajista y colaborador frecuente de Beck Justin Meldal-Johnsen, comentó: "Estimo que actualmente existe flotando material para tres o por lo menos cuatro álbumes", y Beck dijo que "no estaba seguro si iba a sacar un disco – o debería sacarlo. Sentí que estaba quieto, mientras todo lo demás estaba fluyendo".
En los años 2012 y 2013, Beck comenzó a cantar en vivo con más regularidad que en los años anteriores, inmediatamente después de la gira de Modern Guilt. En este período también grabó nuevo material. El sencillo "I Just Started Hating Some People Today/Blue Randy" fue lanzado en el 2012 y en 2013, lanzó los sencillos  "Defriended", "I Won't Be Long", y "Gimme". Estas canciones fueron liberaciones independientes y se publicaron como sencillos de 12 pulgadas en su propia etiqueta FONOGRAF. "I Won't Be Long" y "Gimme" fueron presuntamente de un proyecto inacabado desde 2009, descrito como similar a Odelay. Según Beck, las canciones restantes de este proyecto pueden tener que ver con un método similar. En junio de 2013, Beck anunció el lanzamiento de dos nuevos álbumes en 2014, con uno de los dos siendo un álbum "acústico". El comunicado de prensa para el álbum "acústico" (junto con la noticia de su contrato con Capitol Records) llegó en octubre de 2013, con el nombre de Morning Phase y una propuesta de lanzamiento para febrero de 2014. El otro álbum ha sido planificado para una versión posterior y está actualmente sin terminar. Se informó en noviembre de 2013 que Beck se estaba recuperando de una lesión en la columna que sufrió en algún momento alrededor de 2008. Describió el proceso de grabación de Modern Guilt como "hacer todo con ambas manos atadas a la espalda. Duele al cantar. Estoy medio susurrando a través de las voces". Por otro lado, dijo que Morning Phase fue una experiencia mucho más satisfactoria: "En algunas de las canciones del nuevo disco – voy a gritar y gritar. Tuve un montón de ideas y había estado queriendo hacer las cosas. Este último año y medio, siento que puedo hacerlas realidad".

### Grabación
En 2005, Beck comenzó a grabar el material para un nuevo álbum en Nashville, pero seguía estando incompleto desde hace varios años. No fue hasta 2012 que regresó para continuar el proyecto, este tiempo de grabación en Third Man Records. Dos canciones de estas nuevas sesiones, "I Just Started Hating Some People Today" y "Blue Randy" fueron liberadas ese mismo año como sencillos (no incluidos en ningún álbum) en una serie en vinilo azul por Third Man. Otras canciones, como "Blackbird Chain", "Country Down", y "Waking Light" estaban reservadas para lo que se convertiría en Morning Phase. A principios de 2013, grabó mucho material del álbum en su ciudad natal (Los Ángeles) en tres días, con el estudio familiar y los músicos turísticos Justin Meldal-Johnsen, Joey Waronker, Roger Joseph Manning Jr y Smokey Hormel. Los próximos seis meses, Beck trabajó con este material para el lanzamiento del álbum. Se ha divulgado que su padre, David Campbell, contribuyó con los arreglos orquestales para el álbum, como lo había hecho anteriormente para Sea Change, y para varios otros álbumes de Beck.

### Recepción
Antes de su lanzamiento, Morning Phase fue colocado en el número 2 en la lista de Stereogum de los discos más esperados del 2014. Morning Phase debutó en el número tres en la lista de álbumes Billboard 200, vendiendo más de 87.000 en su primera semana, y se convirtió en el segundo álbum de Beck con mayores ventas en Estados Unidos, después de Guero (2005). El álbum alcanzó también el top 10 en el Reino Unido, Canadá, Dinamarca, Suiza, Holanda, Australia y Nueva Zelanda. A partir de julio de 2014, Morning Phase ha vendido 242.000 ejemplares solo en los Estados Unidos.
El álbum recibió críticas positivas de los críticos musicales. En Metacritic, que asigna una clasificación normalizada de 100 a las opiniones de los críticos, el álbum recibió una calificación promedio de 84 (basada en 20 Comentarios), indicando al álbum como "aclamación universal". En Mojo, James McNair declaró que "Morning Phase no es un álbum que servilmente corteja a su aprobación [...] solo lo hace". Andy Gill de The Independent escribió que el álbum es "un viaje profundamente satisfactorio, la tristeza templada por la calidez y belleza de la configuración y la determinación suave de la resolución. Por consiguiente, es un álbum mucho mejor que Sea Change, igual de inmersión, pero más sabio y menos indulgente". Según Reef Younis de la revista Clash, Morning Phase tiene un "tono leve, melancólico", y "hay un montón de amor". Iann Robinson de CraveOnline le dio una puntuación al álbum de 9/10, llamándolo "sucesor orgulloso de Sea Change", y teniéndolo en cuenta como uno de mejores trabajos de Beck en años. Fue seleccionado como el mejor álbum del año 2014 por la revista Mojo.

## Sencillos
El 20 de enero de 2014, el primer sencillo del álbum, "Blue Moon", fue publicado. El segundo sencillo, "Waking Light", fue lanzado el 4 de febrero de 2014. "Heart Is a Drum" fue lanzado en las radios estadounidenses el 28 de julio de 2014 como tercer sencillo.

## Lista de canciones
Todas las canciones escritas y compuestas por Beck Hansen. 
| N.º   | Título            | Duración |  |
| 1.    | «Cycle»           | 0:39     |  |
| 2.    | «Morning»         | 5:19     |  |
| 3.    | «Heart Is a Drum» | 4:31     |  |
| 4.    | «Say Goodbye»     | 3:29     |  |
| 5.    | «Blue Moon»       | 4:02     |  |
| 6.    | «Unforgiven»      | 4:34     |  |
| 7.    | «Wave»            | 3:40     |  |
| 8.    | «Don't Let It Go» | 3:09     |  |
| 9.    | «Blackbird Chain» | 4:26     |  |
| 10.   | «Phase»           | 1:07     |  |
| 11.   | «Turn Away»       | 3:05     |  |
| 12.   | «Country Down»    | 4:00     |  |
| 13.   | «Waking Light»    | 5:00     |  |
| 47:01 |                   |          |  |

## Personal
- Beck Hansen - voz, guitarra acústica (canciones 2-5, 8, 9, 11 y 12), guitarra eléctrica (canciones 9 y 13), teclados (canción 2), piano (canciones 3, 5, 6 y 13), sintetizadores (canción 13), órgano (canción 13), bajo (canciones 5 y 11), collage de sonidos (canción 3), pandereta(canción 4), ukelele (canción 5), charango (canción 5), celesta (canción 9), dulcimer (canción 11), armónica (canción 12), glockenspiel (canción 13)
- Joey Waronker - batería (canciones 2, 3, 5, 8, 12, y 13), percusión (canciones 2, 3, 5, y 9)
- Roger Joseph Manning, Jr. - piano, sintetizadores, piano rhodes, clavinet, órgano Hammond B3, coros
- Stanley Clarke - contrabajo (canción 2), bajo (canción 3)
- James Gadson - batería (canciones 4 y 6)
- Cody Kilby - guitarra (canción 4)
- Bram Inscore - bajo (canción 4)
- Fats Kaplin - banjo (canción 4)
- Justin Meldal-Johnsen - bajo (canciones 6, 8, 9, y 13)
- Smokey Hormel - guitarra acústica (canciones 6 y 8), guitarra eléctrica (canciones 9 y 12), ebow (canción 6)
- Stephanie Bennett - arpa (canciones 6 y 11)
- Steve Richards - violonchelo (canciones 7 y 8)
- Roger Waronker - piano (canción 8)
- Jason Falkner - guitarra eléctrica (canciones 9, 12, y 13)
- Matt Mahaffey - órgano (canciones 9 y 13)
- Greg Liesz - pedal steel guitar (canciones 9 y 12)
- Matt Sherrod - batería (canción 9)
- David Campbell - arreglos orquestales, orquestación y dirección (todas las pistas con instrumentos de orquesta)

## Premios
| Publicación         | Ranking        | Lista                          |
| ------------------- | -------------- | ------------------------------ |
| The A.V. Club       | 14             | Los 20 mejores álbumes de 2014 |
| The Daily Telegraph | 12             | Los 50 mejores álbumes de 2014 |
| Guardian            | 8              | Mejores álbumes de 2014        |
| Mojo                | 1              | Los 50 mejores álbumes de 2014 |
| musicOMH            | 7              | Top 100 álbumes de 2014        |
| The Huffington Post | Sin clasificar | Los 23 mejores álbumes de 2014 |
| Time Out            | 25             | Los 30 mejores álbumes de 2014 |

| Año  | Ceremonia     | Trabajo nominado | Destinatario | Categoría                                    | Resultado |
| ---- | ------------- | ---------------- | --- | -------------------------------------------- | --------- |
| 2015 | Grammy Awards | Morning Phase    | Beck Beck Hansen, productor; Tom Elmhirst, David Greenbaum, Florian Lagatta, Cole Marsden, Greif Neill, Robbie Nelson, Darrell Thorp, Cassidy Turbin & Joe Visciano, ingenieros/mezcla; Bob Ludwig, ingeniero de masterización | Álbum del año                                | Ganador   |
| 2015 | Grammy Awards | "Blue Moon"      | Beck | Mejor interpretación vocal de rock masculina | Nominado  |
| 2015 | Grammy Awards | "Blue Moon"      | Beck Beck Hansen, compositor | Mejor canción de rock                        | Nominado  |
| 2015 | Grammy Awards | Morning Phase    | Beck | Mejor álbum de rock                          | Ganador   |
| 2015 | Grammy Awards | Morning Phase    | Tom Elmhirst, David Greenbaum, Florian Lagatta, Cole Marsden, Greif Neill, Robbie Nelson, Darrell Thorp, Cassidy Turbin & Joe Visciano, ingenieros; Bob Ludwig, ingeniero de masterización                                     | Mejor arreglo para álbum, no clásica         | Ganador   |

## Posición en las listas
| Listas (2014)                           | Posición máxima |
| --------------------------------------- | --------------- |
| Australia (ARIA)                        | 5               |
| Austria (Ö3 Austria)                    | 11              |
| Bélgica (Ultratop flamenca)             | 7               |
| Bélgica (Ultratop valona)               | 10              |
| Canadá (Billboard Canadian Albums)      | 2               |
| Dinamarca (Hitlisten)                   | 3               |
| Países Bajos (Album Top 100)            | 5               |
| Finlandia (Suomen Virallinen Lista)     | 13              |
| Francia (SNEP)                          | 36              |
| Alemania (Offizielle Top 100)           | 13              |
| Italia (FIMI)                           | 10              |
| Nueva Zelanda (Recorded Music NZ)       | 8               |
| Noruega (VG-lista)                      | 6               |
| Polonia (ZPAV)                          | 30              |
| Portugal (AFP)                          | 6               |
| España (PROMUSICAE)                     | 34              |
| Suecia (Sverigetopplistan)              | 41              |
| Suiza (Schweizer Hitparade)             | 5               |
| Reino Unido (UK Albums Chart)           | 4               |
| Estados Unidos (Billboard 200)          | 3               |
| Estados Unidos (Top Alternative Albums) | 1               |
| Estados Unidos (Top Rock Albums)        | 1               |
| Estados Unidos (Top Tastemaker Albums)  | 1               |

| Lista (2014)                          | Posición |
| ------------------------------------- | -------- |
| US Billboard 200                      | 60       |
| US Top Alternative Albums (Billboard) | 8        |
| US Top Rock Albums (Billboard)        | 10       |

| País   | Proveedor    | Certificación | Ventas |
| ------ | ------------ | ------------- | ------ |
| Canada | Music Canada | Oro           | 40,000 |

## Lanzamiento
| Región         | Fecha                 | Sello                  | Formato(s)               | Ref           |
| -------------- | --------------------- | ---------------------- | ------------------------ | ------------- |
| Australia      | 21 de febrero de 2014 | Fonograf/Capitol       | Descarga digital         | [ 61 ]        |
| Países Bajos   | 21 de febrero de 2014 | Fonograf/Capitol       | Descarga digital         | [ 62 ]        |
| Nueva Zelanda  | 21 de febrero de 2014 | Fonograf/Capitol       | Descarga digital         | [ 63 ]        |
| Argentina      | 21 de febrero de 2014 | Fonograf/Capitol       | CD, Descarga digital     | [ 64 ]        |
| Francia        | 24 de febrero de 2014 | Fonograf/Capitol       | CD, descarga digital     | [ 65 ] [ 66 ] |
| Reino Unido    | 24 de febrero de 2014 | Fonograf/Capitol       | CD, descarga digital     | [ 67 ] [ 68 ] |
| Estados Unidos | 25 de febrero de 2014 | Fonograf/Capitol       | CD, LP, descarga digital | [ 69 ] [ 70 ] |
| Alemania       | 28 de febrero de 2014 | Fonograf/Capitol       | CD, LP, descarga digital | [ 71 ] [ 72 ] |
| Polonia        | 3 de marzo de 2014    | Universal Music Poland | CD                       | [ 73 ]        |